# Veľké Kršteňany
Veľké Kršteňany este o comună slovacă, aflată în districtul Partizánske din regiunea Trenčín. Localitatea se află la altitudinea de 215 m deasupra n.m., se întinde pe o suprafață de 13,48 km2 și în 2017 număra 607 locuitori. Se învecinează cu comuna Nitrica.

## Istoric
Localitatea Veľké Kršteňany este atestată documentar din 1271.

## Demografie
| An:                | 1994 | 2004   | 2014   | 2024   |
| ------------------ | ---- | ------ | ------ | ------ |
| Număr de persoane: | 595  | 621    | 607    | 574    |
| Diferență:         |      | +4,36% | −2,25% | −5,43% |

| An:                | 2023 | 2024   |
| ------------------ | ---- | ------ |
| Număr de persoane: | 592  | 574    |
| Diferență:         |      | −3,04% |